# George Gregory (écrivain)
Pour les articles homonymes, voir George Gregory et Gregory.
Le révérend George Gregory (14 avril 1754 à Edernin, Irlande - 12 mars 1808 dans le county borough de West Ham dans l'Essex, Angleterre) est un écrivain, un érudit et un prédicateur anglais.

## Biographie
Fils d'un clergyman, George Gregory naît à Edernin en Irlande le 14 avril 1754. Lorsque son père meurt en 1766, il déménage à Liverpool en Angleterre, où sa mère se fixe. Il travaille dans le commerce, mais préfère se tourner vers l'écriture. Il étudie à l'université d'Édimbourg et est ordonné prêtre de l'Église anglicane en 1776. Deux ans plus tard, il est nommé ministre du culte à Liverpool en Angleterre. Par la suite, il s'établit à londres, en 1782, où il est nommé vicaire de l'église St. Giles dans la paroisse de Cripplegate. Il occupe ensuite d'autres fonctions dans quelques paroisses de Londres : prédicateur, lecteur religieux et prébendaire.
Il meurt le 12 mars 1808 dans le county borough de West Ham dans l'Essex en Angleterre. Au moment de son brusque décès, il occupe les fonctions de chapelain, de prébendaire, de vicaire et de lecteur dans quelques paroisses.

## Œuvres
Gregory est surtout connu pour ses compilations et ses écrits. En 1782-1783, il collabore à la compilation d'extraits d'ouvrages qui seront publiés dans Beauties. Son premier ouvrage d'une longueur conséquente, publié anonymement en 1785, est Essays, Historical and Moral. Devant le succès obtenu, une seconde édition paraît en 1788 et il révèle son nom. En 1787, il publie un ouvrage de sermons. Il est régulièrement mentionné comme traducteur des Lectures on the Sacred Poetry of the Hebrews de l'évêque Robert Lowth, aussi publié en 1787. Il publie de nombreux ouvrages scientifiques et érudits sous son nom. On lui doit par exemple Lettres sur la littérature et la composition adressée à son fils (1808, 2 volumes). Il collabore à d'autres ouvrages, mais sans que son nom ne soit mentionné.